# Paramelita barnardi
Paramelita barnardi је животињска врста класе Crustacea која припада реду Amphipoda и фамилији Paramelitidae. 

## Угроженост
Ова врста се сматра угроженом.

## Распрострањење
Јужноафричка Република је једино познато природно станиште врсте.

## Станиште
Станиште врсте су слатководна подручја.